# Tour du Trentin 2016
La 40e édition du Tour du Trentin a eu lieu du 19 au 22 avril 2016. La course fait partie du calendrier UCI Europe Tour 2016 en catégorie 2.HC. C'est également la septième épreuve de la Coupe d'Italie.
L'épreuve a été remportée par l'Espagnol Mikel Landa (Sky), vainqueur de la deuxième étape, qui s'impose deux secondes devant l'Estonien Tanel Kangert (Astana), lauréat des troisième et quatrième étapes, et quatorze secondes devant le coéquipier de ce dernier le Danois Jakob Fuglsang.
Mikel Landa j'adjuge également le classement de la montagne tandis que l'Espagnol Antonio Molina (Caja Rural-Seguros RGA) gagne celui des sprints. Le Colombien Egan Bernal (Androni Giocattoli-Sidermec) finit meilleur jeune et la formation française AG2R La Mondiale meilleure équipe.

## Présentation

### Parcours
La course débute par une première étape sous la forme d'un contre-la-montre par équipes de 12,1 km. La deuxième étape se termine dans le Tyrol autrichien au sommet d'une ascension de 2e catégorie, longue de 3,7 km à 6,89 % et avec des pentes à 13 % et 14 %. Le lendemain, l'étape finit par l'ascension de Fai della Paganella et la descente vers la ligne d'arrivée. La dernière étape emprunte les routes du Trophée Melinda, avec trois cols répertoriés, dont la Forcella di Brez (5,8 km à 10,43 % avec des rampes à 20 %), qui voit son sommet être placé à 35 km de l'arrivée,.

### Équipes
Classé en catégorie 2.HC de l'UCI Europe Tour, le Tour du Trentin est par conséquent ouvert aux WorldTeams dans la limite de 70 % des équipes participantes, aux équipes continentales professionnelles, aux équipes continentales italiennes, aux équipes continentales étrangères dans la limite de deux, et à une équipe nationale italienne.
Dix-huit équipes participent à ce Tour du Trentin - trois WorldTeams, huit équipes continentales professionnelles, cinq équipes continentales et deux équipes nationales :
| UCI WorldTeams   | UCI WorldTeams | UCI WorldTeams |
| Nom de l'équipe  | Pays           | Code           |
| ---------------- | -------------- | -------------- |
| AG2R La Mondiale | France         | ALM            |
| Astana           | Kazakhstan     | AST            |
| Sky              | Royaume-Uni    | SKY            |

| Équipes continentales professionnelles | Équipes continentales professionnelles | Équipes continentales professionnelles |
| Nom de l'équipe                        | Pays                                   | Code                                   |
| -------------------------------------- | -------------------------------------- | -------------------------------------- |
| Androni Giocattoli-Sidermec            | Italie                                 | AND                                    |
| Bardiani CSF                           | Italie                                 | BAR                                    |
| Bora-Argon 18                          | Allemagne                              | BOA                                    |
| Caja Rural-Seguros RGA                 | Espagne                                | CJR                                    |
| Drapac                                 | Australie                              | DPC                                    |
| Gazprom-RusVelo                        | Russie                                 | GAZ                                    |
| Nippo-Vini Fantini                     | Italie                                 | NIP                                    |
| Southeast-Venezuela                    | Italie                                 | STH                                    |

| Équipes continentales      | Équipes continentales | Équipes continentales |
| Nom de l'équipe            | Pays                  | Code                  |
| -------------------------- | --------------------- | --------------------- |
| Amore & Vita-Selle SMP     | Ukraine               | AMO                   |
| D'Amico Bottecchia         | Italie                | AZT                   |
| Norda-MG.Kvis              | Italie                | NMG                   |
| Skydive Dubai-Al Ahli Club | Émirats arabes unis   | SKD                   |
| Tirol                      | Autriche              | TIR                   |

| Équipes nationales         | Équipes nationales | Équipes nationales |
| Nom de l'équipe            | Pays               | Code               |
| -------------------------- | ------------------ | ------------------ |
| Équipe nationale du Brésil | Brésil             | BRA                |
| Équipe nationale d'Italie  | Italie             | ITA                |

## Étapes
| Étape     | Date    | Villes étapes                 | type                         | Distance (km) | Vainqueur d'étape | Leader du classement général |
| --------- | ------- | ----------------------------- | ---------------------------- | ------------- | ----------------- | ---------------------------- |
| 1re étape | 19 avr. | Riva del Garda – Nago-Torbole | contre-la-montre par équipes | 12,1          | Astana            | Valerio Agnoli               |
| 2e étape  | 20 avr. | Arco – Anras (AUT)            | étape de moyenne montagne    | 220,3         | Mikel Landa       | Mikel Landa                  |
| 3e étape  | 21 avr. | Sillian (AUT) – Mezzolombardo | étape de montagne            | 204,6         | Tanel Kangert     | Mikel Landa                  |
| 4e étape  | 22 avr. | Malè – Cles                   | étape de montagne            | 161,1         | Tanel Kangert     | Mikel Landa                  |

## Déroulement de la course

### 1reétape
| Classement de l'étape | Classement de l'étape       | Classement de l'étape | Classement de l'étape |
|                       | Équipe                      | Pays                  | Temps                 |
| --------------------- | --------------------------- | --------------------- | --------------------- |
| 1re                   | Astana                      | Kazakhstan            | en 13 min 30 s        |
| 2e                    | Sky                         | Royaume-Uni           | + 14 s                |
| 3e                    | AG2R La Mondiale            | France                | + 14 s                |
| 4e                    | Bora-Argon 18               | Allemagne             | + 16 s                |
| 5e                    | Gazprom-RusVelo             | Russie                | + 21 s                |
| 6e                    | Nippo-Vini Fantini          | Italie                | + 34 s                |
| 7e                    | Bardiani CSF                | Italie                | + 34 s                |
| 8e                    | Southeast-Venezuela         | Italie                | + 35 s                |
| 9e                    | Androni Giocattoli-Sidermec | Italie                | + 36 s                |
| 10e                   | Norda-MG.Kvis               | Italie                | + 44 s                |
| modifier              |                             |                       |                       |

| Classement général | Classement général   | Classement général | Classement général | Classement général |
|                    | Coureur              | Pays               | Équipe             | Temps              |
| ------------------ | -------------------- | ------------------ | ------------------ | ------------------ |
| 1er                | Valerio Agnoli       | Italie             | Astana             | en 13 min 30 s     |
| 2e                 | Vincenzo Nibali      | Italie             | Astana             | + 0 s              |
| 3e                 | Jakob Fuglsang       | Danemark           | Astana             | + 0 s              |
| 4e                 | Eros Capecchi        | Italie             | Astana             | + 0 s              |
| 5e                 | Tanel Kangert        | Estonie            | Astana             | + 0 s              |
| 6e                 | Michele Scarponi     | Italie             | Astana             | + 0 s              |
| 7e                 | Bakhtiyar Kozhatayev | Kazakhstan         | Astana             | + 0 s              |
| 8e                 | Gianni Moscon        | Italie             | Sky                | + 14 s             |
| 9e                 | Mikel Landa          | Espagne            | Sky                | + 14 s             |
| 10e                | Philip Deignan       | Irlande            | Sky                | + 14 s             |
| modifier           |                      |                    |                    |                    |

### 2eétape
| Classement de l'étape | Classement de l'étape | Classement de l'étape | Classement de l'étape | Classement de l'étape |
|                       | Coureur               | Pays                  | Équipe                | Temps                 |
| --------------------- | --------------------- | --------------------- | --------------------- | --------------------- |
| 1er                   | Mikel Landa           | Espagne               | Sky                   | en 5 h 18 min 12 s    |
| 2e                    | Sergey Firsanov       | Russie                | Gazprom-RusVelo       | + 4 s                 |
| 3e                    | Damiano Cunego        | Italie                | Nippo-Vini Fantini    | + 13 s                |
| 4e                    | Giulio Ciccone        | Italie                | Bardiani CSF          | + 14 s                |
| 5e                    | Jakob Fuglsang        | Danemark              | Astana                | + 14 s                |
| 6e                    | Simone Andreetta      | Italie                | Bardiani CSF          | + 14 s                |
| 7e                    | Romain Bardet         | France                | AG2R La Mondiale      | + 14 s                |
| 8e                    | Domenico Pozzovivo    | Italie                | AG2R La Mondiale      | + 14 s                |
| 9e                    | Patrick Konrad        | Autriche              | Bora-Argon 18         | + 14 s                |
| 10e                   | Emanuel Buchmann      | Allemagne             | Bora-Argon 18         | + 14 s                |
| modifier              |                       |                       |                       |                       |

| Classement général | Classement général | Classement général | Classement général | Classement général |
|                    | Coureur            | Pays               | Équipe             | Temps              |
| ------------------ | ------------------ | ------------------ | ------------------ | ------------------ |
| 1er                | Mikel Landa        | Espagne            | Sky                | en 5 h 31 min 46 s |
| 2e                 | Jakob Fuglsang     | Danemark           | Astana             | + 10 s             |
| 3e                 | Sergey Firsanov    | Russie             | Gazprom-RusVelo    | + 15 s             |
| 4e                 | Michele Scarponi   | Italie             | Astana             | + 22 s             |
| 5e                 | Romain Bardet      | France             | AG2R La Mondiale   | + 24 s             |
| 6e                 | Domenico Pozzovivo | Italie             | AG2R La Mondiale   | + 24 s             |
| 7e                 | Patrick Konrad     | Autriche           | Bora-Argon 18      | + 26 s             |
| 8e                 | Emanuel Buchmann   | Allemagne          | Bora-Argon 18      | + 26 s             |
| 9e                 | Tanel Kangert      | Estonie            | Astana             | + 28 s             |
| 10e                | Vincenzo Nibali    | Italie             | Astana             | + 28 s             |
| modifier           |                    |                    |                    |                    |

### 3eétape
| Classement de l'étape | Classement de l'étape  | Classement de l'étape | Classement de l'étape       | Classement de l'étape |
|                       | Coureur                | Pays                  | Équipe                      | Temps                 |
| --------------------- | ---------------------- | --------------------- | --------------------------- | --------------------- |
| 1er                   | Tanel Kangert          | Estonie               | Astana                      | en 5 h 5 min 27 s     |
| 2e                    | Patrick Konrad         | Autriche              | Bora-Argon 18               | + 10 s                |
| 3e                    | Romain Bardet          | France                | AG2R La Mondiale            | + 10 s                |
| 4e                    | Jakob Fuglsang         | Danemark              | Astana                      | + 10 s                |
| 5e                    | Sergey Firsanov        | Russie                | Gazprom-RusVelo             | + 10 s                |
| 6e                    | Mikel Landa            | Espagne               | Sky                         | + 10 s                |
| 7e                    | Emanuel Buchmann       | Allemagne             | Bora-Argon 18               | + 10 s                |
| 8e                    | Jean-Christophe Péraud | France                | AG2R La Mondiale            | + 10 s                |
| 9e                    | Egan Bernal            | Colombie              | Androni Giocattoli-Sidermec | + 10 s                |
| 10e                   | Domenico Pozzovivo     | Italie                | AG2R La Mondiale            | + 10 s                |
| modifier              |                        |                       |                             |                       |

| Classement général | Classement général     | Classement général | Classement général | Classement général  |
|                    | Coureur                | Pays               | Équipe             | Temps               |
| ------------------ | ---------------------- | ------------------ | ------------------ | ------------------- |
| 1er                | Mikel Landa            | Espagne            | Sky                | en 10 h 37 min 23 s |
| 2e                 | Tanel Kangert          | Estonie            | Astana             | + 8 s               |
| 3e                 | Jakob Fuglsang         | Danemark           | Astana             | + 10 s              |
| 4e                 | Sergey Firsanov        | Russie             | Gazprom-RusVelo    | + 15 s              |
| 5e                 | Romain Bardet          | France             | AG2R La Mondiale   | + 20 s              |
| 6e                 | Patrick Konrad         | Autriche           | Bora-Argon 18      | + 20 s              |
| 7e                 | Domenico Pozzovivo     | Italie             | AG2R La Mondiale   | + 24 s              |
| 8e                 | Emanuel Buchmann       | Allemagne          | Bora-Argon 18      | + 26 s              |
| 9e                 | Jean-Christophe Péraud | France             | AG2R La Mondiale   | + 38 s              |
| 10e                | Hubert Dupont          | France             | AG2R La Mondiale   | + 52 s              |
| modifier           |                        |                    |                    |                     |

### 4eétape
| Classement de l'étape | Classement de l'étape | Classement de l'étape | Classement de l'étape  | Classement de l'étape |
|                       | Coureur               | Pays                  | Équipe                 | Temps                 |
| --------------------- | --------------------- | --------------------- | ---------------------- | --------------------- |
| 1er                   | Tanel Kangert         | Estonie               | Astana                 | en 4 h 7 min 29 s     |
| 2e                    | Matteo Busato         | Italie                | Southeast-Venezuela    | m.t                   |
| 3e                    | Mikel Landa           | Espagne               | Sky                    | m.t                   |
| 4e                    | Patrick Konrad        | Autriche              | Bora-Argon 18          | m.t                   |
| 5e                    | Jakob Fuglsang        | Danemark              | Astana                 | m.t                   |
| 6e                    | Sergey Firsanov       | Russie                | Gazprom-RusVelo        | m.t                   |
| 7e                    | Domenico Pozzovivo    | Italie                | AG2R La Mondiale       | m.t                   |
| 8e                    | Romain Bardet         | France                | AG2R La Mondiale       | m.t                   |
| 9e                    | Sergio Pardilla       | Espagne               | Caja Rural-Seguros RGA | m.t                   |
| 10e                   | Hubert Dupont         | France                | AG2R La Mondiale       | m.t                   |
| modifier              |                       |                       |                        |                       |

## Classements finals

### Classement général final
| Classement général final | Classement général final | Classement général final | Classement général final | Classement général final |
|                          | Coureur                  | Pays                     | Équipe                   | Temps                    |
| ------------------------ | ------------------------ | ------------------------ | ------------------------ | ------------------------ |
| 1er                      | Mikel Landa              | Espagne                  | Sky                      | en 14 h 44 min 48 s      |
| 2e                       | Tanel Kangert            | Estonie                  | Astana                   | + 2 s                    |
| 3e                       | Jakob Fuglsang           | Danemark                 | Astana                   | + 14 s                   |
| 4e                       | Sergey Firsanov          | Russie                   | Gazprom-RusVelo          | + 19 s                   |
| 5e                       | Patrick Konrad           | Autriche                 | Bora-Argon 18            | + 24 s                   |
| 6e                       | Romain Bardet            | France                   | AG2R La Mondiale         | + 24 s                   |
| 7e                       | Domenico Pozzovivo       | Italie                   | AG2R La Mondiale         | + 28 s                   |
| 8e                       | Emanuel Buchmann         | Allemagne                | Bora-Argon 18            | + 30 s                   |
| 9e                       | Jean-Christophe Péraud   | France                   | AG2R La Mondiale         | + 42 s                   |
| 10e                      | Hubert Dupont            | France                   | AG2R La Mondiale         | + 56 s                   |
| modifier                 |                          |                          |                          |                          |

### Classements annexes
| Classement de la montagne | Classement de la montagne | Classement de la montagne | Classement de la montagne | Classement de la montagne |
| ------------------------- | ------------------------- | ------------------------- | ------------------------- | ------------------------- |
|                           | Coureur                   | Pays                      | Équipe                    | Point(s)                  |
| 1er                       | Mikel Landa               | Espagne                   | Sky                       | 22 points                 |
| 2e                        | Sergey Firsanov           | Russie                    | Gazprom-RusVelo           | 20 pts                    |
| 3e                        | Jakob Fuglsang            | Danemark                  | Astana                    | 16 pts                    |
| modifier                  |                           |                           |                           |                           |

| Classement des sprints | Classement des sprints | Classement des sprints | Classement des sprints | Classement des sprints |
| ---------------------- | ---------------------- | ---------------------- | ---------------------- | ---------------------- |
|                        | Coureur                | Pays                   | Équipe                 | Point(s)               |
| 1er                    | Antonio Molina         | Espagne                | Caja Rural-Seguros RGA | 6 points               |
| 2e                     | Damiano Cunego         | Italie                 | Nippo-Vini Fantini     | 6 pts                  |
| 3e                     | Nicola Gaffurini       | Italie                 | Norda-MG.Kvis          | 6 pts                  |
| modifier               |                        |                        |                        |                        |

| Classement du meilleur jeune | Classement du meilleur jeune | Classement du meilleur jeune | Classement du meilleur jeune | Classement du meilleur jeune |
|                              | Coureur                      | Pays                         | Équipe                       | Temps                        |
| ---------------------------- | ---------------------------- | ---------------------------- | ---------------------------- | ---------------------------- |
| 1er                          | Egan Bernal                  | Colombie                     | Androni Giocattoli-Sidermec  | en 14 h 49 min 6 s           |
| 2e                           | Daniel Martínez              | Colombie                     | Southeast-Venezuela          | + 2 min 3 s                  |
| 3e                           | Cristian Rodríguez           | Espagne                      | Southeast-Venezuela          | + 5 min 11 s                 |
| modifier                     |                              |                              |                              |                              |

| Classement par équipes | Classement par équipes | Classement par équipes | Classement par équipes |
|                        | Équipe                 | Pays                   | Temps                  |
| ---------------------- | ---------------------- | ---------------------- | ---------------------- |
| 1re                    | AG2R La Mondiale       | France                 | en 43 h 48 min 34 s    |
| 2e                     | Astana                 | Kazakhstan             | + 2 min 18 s           |
| 3e                     | Bora-Argon 18          | Allemagne              | + 12 min 17 s          |
| modifier               |                        |                        |                        |

### UCI Europe Tour
Ce Tour du Trentin attribue des points pour l'UCI Europe Tour 2016, y compris aux coureurs faisant partie d'une équipe ayant un label WorldTeam. De plus la course donne le même nombre de points individuellement à tous les coureurs pour le Classement mondial UCI 2016.
| Position           | 1er | 2e  | 3e  | 4e  | 5e | 6e | 7e | 8e | 9e | 10e | 11e | 12e | 13e | 14e | 15e | 16e à 30e | 31e à 40e |
| Classement général | 200 | 150 | 125 | 100 | 85 | 70 | 60 | 50 | 40 | 35  | 30  | 25  | 20  | 15  | 10  | 5         | 3         |
| Par étape          | 20  | 10  | 5   |     |    |    |    |    |    |     |     |     |     |     |     |           |           |
| Leader, par étape  | 5   |     |     |     |    |    |    |    |    |     |     |     |     |     |     |           |           |

| Cycliste               | Équipe                      | Général | Étape | Leader | Total |
| ---------------------- | --------------------------- | ------- | ----- | ------ | ----- |
| Mikel Landa            | Sky                         | 200     | 27    | 10     | 237   |
| Tanel Kangert          | Astana                      | 150     | 44    | -      | 194   |
| Jakob Fuglsang         | Astana                      | 125     | 4     | -      | 129   |
| Sergey Firsanov        | Gazprom-RusVelo             | 100     | 10    | -      | 110   |
| Patrick Konrad         | Bora-Argon 18               | 85      | 10    | -      | 95    |
| Romain Bardet          | AG2R La Mondiale            | 70      | 6     | -      | 76    |
| Domenico Pozzovivo     | AG2R La Mondiale            | 60      | 1     | -      | 61    |
| Emanuel Buchmann       | Bora-Argon 18               | 50      | -     | -      | 50    |
| Jean-Christophe Péraud | AG2R La Mondiale            | 40      | 1     | -      | 41    |
| Matteo Busato          | Southeast-Venezuela         | 30      | 10    | -      | 40    |
| Hubert Dupont          | AG2R La Mondiale            | 35      | 1     | -      | 36    |
| Stefano Pirazzi        | Bardiani CSF                | 25      | -     | -      | 25    |
| Sergio Pardilla        | Caja Rural-Seguros RGA      | 20      | -     | -      | 20    |
| Michele Scarponi       | Astana                      | 15      | 4     | -      | 19    |
| Valerio Agnoli         | Astana                      | 3       | 4     | 5      | 12    |
| Michele Gazzara        | Norda-MG.Kvis               | 10      | -     | -      | 10    |
| Vincenzo Nibali        | Astana                      | 5       | 4     | -      | 9     |
| Ian Boswell            | Sky                         | 5       | 2     | -      | 7     |
| Philip Deignan         | Sky                         | 5       | 2     | -      | 7     |
| Egan Bernal            | Androni Giocattoli-Sidermec | 5       | -     | -      | 5     |
| Danilo Celano          | Amore & Vita-Selle SMP      | 5       | -     | -      | 5     |
| Damiano Cunego         | Nippo-Vini Fantini          | -       | 5     | -      | 5     |
| Clemens Fankhauser     | Tirol                       | 5       | -     | -      | 5     |
| Fabricio Ferrari       | Caja Rural-Seguros RGA      | 5       | -     | -      | 5     |
| Alexander Foliforov    | Gazprom-RusVelo             | 5       | -     | -      | 5     |
| Marco Frapporti        | Androni Giocattoli-Sidermec | 5       | -     | -      | 5     |
| Davide Malacarne       | Astana                      | 5       | -     | -      | 5     |
| Daniel Martínez        | Southeast-Venezuela         | 5       | -     | -      | 5     |
| Gianni Moscon          | Sky                         | 3       | 2     | -      | 5     |
| Edgar Pinto            | Skydive Dubai-Al Ahli Club  | 5       | -     | -      | 5     |
| Eduard Prades          | Caja Rural-Seguros RGA      | 5       | -     | -      | 5     |
| Cristian Rodríguez     | Southeast-Venezuela         | 5       | -     | -      | 5     |
| Rodolfo Torres         | Androni Giocattoli-Sidermec | 5       | -     | -      | 5     |
| Eros Capecchi          | Astana                      | -       | 4     | -      | 4     |
| Bakhtiyar Kozhatayev   | Astana                      | -       | 4     | -      | 4     |
| Julen Amézqueta        | Southeast-Venezuela         | 3       | -     | -      | 3     |
| Ildar Arslanov         | Gazprom-RusVelo             | 3       | -     | -      | 3     |
| Luca Chirico           | Bardiani CSF                | 3       | -     | -      | 3     |
| Mauro Finetto          | Équipe nationale d'Italie   | 3       | -     | -      | 3     |
| João Gaspar            | Équipe nationale du Brésil  | 3       | -     | -      | 3     |
| Gavin Mannion          | Drapac                      | 3       | -     | -      | 3     |
| Edward Ravasi          | Équipe nationale d'Italie   | 3       | -     | -      | 3     |
| Marco Tecchio          | Équipe nationale d'Italie   | 3       | -     | -      | 3     |
| Christian Knees        | Sky                         | -       | 2     | -      | 2     |
| David López García     | Sky                         | -       | 2     | -      | 2     |
| Alex Peters            | Sky                         | -       | 2     | -      | 2     |
| Axel Domont            | AG2R La Mondiale            | -       | 1     | -      | 1     |

## Évolution des classements
| Étape              | Vainqueur          | Classement général | Classement de la montagne | Classement des sprints | Classement du meilleur jeune | Classement par équipes |
| ------------------ | ------------------ | ------------------ | ------------------------- | ---------------------- | ---------------------------- | ---------------------- |
| 1                  | Astana             | Valerio Agnoli     | Non décerné               | Non décerné            | Gianni Moscon                | Astana                 |
| 2                  | Mikel Landa        | Mikel Landa        | Mikel Landa               | Nicola Gaffurini       | Giulio Ciccone               | AG2R La Mondiale       |
| 3                  | Tanel Kangert      | Mikel Landa        | Mikel Landa               | Antonio Molina         | Egan Bernal                  | AG2R La Mondiale       |
| 4                  | Tanel Kangert      | Mikel Landa        | Mikel Landa               | Antonio Molina         | Egan Bernal                  | AG2R La Mondiale       |
| Classements finals | Classements finals | Mikel Landa        | Mikel Landa               | Antonio Molina         | Egan Bernal                  | AG2R La Mondiale       |

## Liste des participants
- Liste des participants

| Légende                          | Légende                                                                                                  | Légende                                | Légende |
| -------------------------------- | --- | -------------------------------------- | --- |
| Num                              | Dossard de départ porté par le coureur sur ce Tour du Trentin                                            | Pos                                    | Position finale au classement général                                                                      |
| Leader du classement général     | Indique le vainqueur du classement général                                                               | Leader du classement de la montagne    | Indique le vainqueur du classement de la montagne                                                          |
| Leader du classement des sprints | Indique le vainqueur du classement des sprints                                                           | Leader du classement du meilleur jeune | Indique le vainqueur du classement du meilleur jeune                                                       |
|                                  | Indique un maillot de champion national ou mondial, suivi de sa spécialité                               | #                                      | Indique la meilleure équipe                                                                                |
| NP                               | Indique un coureur qui n'a pas pris le départ d'une étape, suivi du numéro de l'étape où il s'est retiré | AB                                     | Indique un coureur qui n'a pas terminé une étape, suivi du numéro de l'étape où il s'est retiré            |
| HD                               | Indique un coureur qui a terminé une étape hors des délais, suivi du numéro de l'étape                   | *                                      | Indique un coureur en lice pour le classement du meilleur jeune (coureurs nés après le 1er janvier 1992 ?) |

| Sky SKY                         | Sky SKY                  | Sky SKY |
| ------------------------------- | ------------------------ | ------- |
| Num                             | Coureur                  | Pos     |
| 1                               | Mikel Landa (ESP)        | 1er     |
| 2                               | Christian Knees (GER)    | 65e     |
| 3                               | Philip Deignan (IRL)     | 30e     |
| 4                               | Ian Boswell (USA)        | 22e     |
| 5                               | David López García (ESP) | AB-4    |
| 6                               | Gianni Moscon (ITA)*     | 32e     |
| 7                               | Alex Peters (GBR)        | AB-4    |
| 8                               | Xabier Zandio (ESP)      | AB-4    |
| Directeur sportif : Dario Cioni |                          |         |

| AG2R La Mondiale # ALM            | AG2R La Mondiale # ALM       | AG2R La Mondiale # ALM |
| --------------------------------- | ---------------------------- | ---------------------- |
| Num                               | Coureur                      | Pos                    |
| 11                                | Romain Bardet (FRA)          | 6e                     |
| 12                                | François Bidard (FRA)        | 75e                    |
| 13                                | Axel Domont (FRA)            | 57e                    |
| 14                                | Hubert Dupont (FRA)          | 10e                    |
| 15                                | Guillaume Bonnafond (FRA)    | 62e                    |
| 16                                | Blel Kadri (FRA)             | AB-4                   |
| 17                                | Jean-Christophe Péraud (FRA) | 9e                     |
| 18                                | Domenico Pozzovivo (ITA)     | 7e                     |
| Directeur sportif : Didier Jannel |                              |                        |

| Astana AST                          | Astana AST                    | Astana AST |
| ----------------------------------- | ----------------------------- | ---------- |
| Num                                 | Coureur                       | Pos        |
| 21                                  | Vincenzo Nibali (ITA) (Route) | 21e        |
| 22                                  | Valerio Agnoli (ITA)          | 39e        |
| 23                                  | Eros Capecchi (ITA)           | 42e        |
| 24                                  | Jakob Fuglsang (DEN)          | 3e         |
| 25                                  | Tanel Kangert (EST)           | 2e         |
| 26                                  | Bakhtiyar Kozhatayev (KAZ)    | 68e        |
| 27                                  | Davide Malacarne (ITA)        | 23e        |
| 28                                  | Michele Scarponi (ITA)        | 14e        |
| Directeur sportif : Alexandr Shefer |                               |            |

| Équipe nationale d'Italie ITA      | Équipe nationale d'Italie ITA | Équipe nationale d'Italie ITA |
| ---------------------------------- | ----------------------------- | ----------------------------- |
| Num                                | Coureur                       | Pos                           |
| 31                                 | Mauro Finetto (ITA)           | 40e                           |
| 32                                 | Luca Wackermann (ITA)         | AB-4                          |
| 33                                 | Edward Ravasi (ITA)*          | 31e                           |
| 34                                 | Matteo Fabbro (ITA)*          | 59e                           |
| 35                                 | Andrea Marchi (ITA)*          | AB-4                          |
| 36                                 | Seid Lizde (ITA)*             | AB-4                          |
| 37                                 | Marco Tecchio (ITA)*          | 33e                           |
| 38                                 | Enrico Anselmi (ITA)*         | 50e                           |
| Directeur sportif : Marino Amadori |                               |                               |

| Androni Giocattoli-Sidermec AND     | Androni Giocattoli-Sidermec AND   | Androni Giocattoli-Sidermec AND |
| ----------------------------------- | --------------------------------- | ------------------------------- |
| Num                                 | Coureur                           | Pos                             |
| 41                                  | Franco Pellizotti (ITA)           | 45e                             |
| 42                                  | Egan Bernal (COL)*                | 16e                             |
| 43                                  | Francesco Gavazzi (ITA)           | AB-4                            |
| 44                                  | Marco Frapporti (ITA)             | 28e                             |
| 45                                  | Giorgio Cecchinel (ITA)           | AB-4                            |
| 46                                  | Mirko Selvaggi (ITA)              | AB-4                            |
| 47                                  | Serghei Tvetcov (ROU) (Route/Clm) | AB-4                            |
| 48                                  | Rodolfo Torres (COL)              | 27e                             |
| Directeur sportif : Giovanni Ellena |                                   |                                 |

| Bardiani CSF BAR                      | Bardiani CSF BAR                 | Bardiani CSF BAR |
| ------------------------------------- | -------------------------------- | ---------------- |
| Num                                   | Coureur                          | Pos              |
| 51                                    | Sonny Colbrelli (ITA)            | AB-4             |
| 52                                    | Giulio Ciccone (ITA)*            | NP-4             |
| 53                                    | Stefano Pirazzi (ITA)            | 12e              |
| 54                                    | Lorenzo Rota (ITA)*              | 70e              |
| 55                                    | Luca Chirico (ITA)               | 36e              |
| 56                                    | Francesco Manuel Bongiorno (ITA) | 41e              |
| 57                                    |                                  |                  |
| 58                                    | Simone Andreetta (ITA)*          | 46e              |
| Directeur sportif : Roberto Reverberi |                                  |                  |

| Gazprom-RusVelo GAZ                | Gazprom-RusVelo GAZ       | Gazprom-RusVelo GAZ |
| ---------------------------------- | ------------------------- | ------------------- |
| Num                                | Coureur                   | Pos                 |
| 61                                 | Alexandr Kolobnev (RUS)   | 80e                 |
| 62                                 | Sergey Firsanov (RUS)     | 4e                  |
| 63                                 | Alexander Serov (RUS)     | AB-4                |
| 64                                 | Evgeny Shalunov (RUS)     | AB-4                |
| 65                                 | Artem Nych (RUS)*         | AB-4                |
| 66                                 | Alexander Foliforov (RUS) | 29e                 |
| 67                                 | Ildar Arslanov (RUS)*     | 34e                 |
| 68                                 | Alexey Rybalkin (RUS)*    | 49e                 |
| Directeur sportif : Michele Devoti |                           |                     |

| Nippo-Vini Fantini NIP               | Nippo-Vini Fantini NIP   | Nippo-Vini Fantini NIP |
| ------------------------------------ | ------------------------ | ---------------------- |
| Num                                  | Coureur                  | Pos                    |
| 71                                   | Damiano Cunego (ITA)     | 60e                    |
| 72                                   | Giacomo Berlato (ITA)    | AB-4                   |
| 73                                   | Alessandro Bisolti (ITA) | 54e                    |
| 74                                   | Antonio Nibali (ITA)     | 77e                    |
| 75                                   | Pierpaolo De Negri (ITA) | 73e                    |
| 76                                   | Iuri Filosi (ITA)        | AB-4                   |
| 77                                   |                          |                        |
| 78                                   | Genki Yamamoto (JPN)     | AB-4                   |
| Directeur sportif : Stefano Giuliani |                          |                        |

| Southeast-Venezuela STH         | Southeast-Venezuela STH   | Southeast-Venezuela STH |
| ------------------------------- | ------------------------- | ----------------------- |
| Num                             | Coureur                   | Pos                     |
| 81                              | Julen Amézqueta (ESP)*    | 35e                     |
| 82                              | Matteo Busato (ITA)       | 11e                     |
| 83                              | Samuele Conti (ITA)       | AB-4                    |
| 84                              | Giuseppe Fonzi (ITA)      | AB-4                    |
| 85                              | Tomás Gil (VEN)           | 55e                     |
| 86                              | Daniel Martínez (COL)*    | 18e                     |
| 87                              | Cristian Rodríguez (ESP)* | 26e                     |
| 88                              | Mirko Trosino (ITA)       | AB-4                    |
| Directeur sportif : Luca Scinto |                           |                         |

| Bora-Argon 18 BOA                    | Bora-Argon 18 BOA              | Bora-Argon 18 BOA |
| ------------------------------------ | ------------------------------ | ----------------- |
| Num                                  | Coureur                        | Pos               |
| 91                                   | Cesare Benedetti (ITA)         | 53e               |
| 92                                   | Emanuel Buchmann (GER) (Route) | 8e                |
| 93                                   | Bartosz Huzarski (POL)         | 66e               |
| 94                                   | Patrick Konrad (AUT)           | 5e                |
| 95                                   | José Mendes (POR)              | 79e               |
| 96                                   | Gregor Mühlberger (AUT)*       | 47e               |
| 97                                   | Dominik Nerz (GER)             | 67e               |
| 98                                   | Paul Voss (GER)                | 58e               |
| Directeur sportif : Enrico Poitschke |                                |                   |

| Caja Rural-Seguros RGA CJR                | Caja Rural-Seguros RGA CJR  | Caja Rural-Seguros RGA CJR |
| ----------------------------------------- | --------------------------- | -------------------------- |
| Num                                       | Coureur                     | Pos                        |
| 101                                       | Eduard Prades (ESP)         | 25e                        |
| 102                                       | Hugh Carthy (GBR)*          | 63e                        |
| 103                                       | Sergio Pardilla (ESP)       | 13e                        |
| 104                                       | Diego Rubio Hernández (ESP) | AB-4                       |
| 105                                       | Ángel Madrazo (ESP)         | AB-4                       |
| 106                                       | Antonio Molina (ESP)        | 44e                        |
| 107                                       | Fabricio Ferrari (URU)      | 20e                        |
| 108                                       | Miguel Ángel Benito (ESP)*  | AB-4                       |
| Directeur sportif : José Miguel Fernández |                             |                            |

| Drapac DPC                      | Drapac DPC           | Drapac DPC |
| ------------------------------- | -------------------- | ---------- |
| Num                             | Coureur              | Pos        |
| 111                             | Brendan Canty (AUS)  | AB-4       |
| 112                             | Jens Mouris (NED)    | AB-4       |
| 113                             | Peter Koning (NED)   | 84e        |
| 114                             | Gavin Mannion (USA)  | 37e        |
| 115                             | Travis Meyer (AUS)   | AB-4       |
| 116                             | Lachlan Norris (AUS) | 69e        |
| 117                             | Adam Phelan (AUS)    | 61e        |
| 118                             | Samuel Spokes (AUS)  | AB-4       |
| Directeur sportif : Tom Southam |                      |            |

| Skydive Dubai-Al Ahli Club SKD    | Skydive Dubai-Al Ahli Club SKD   | Skydive Dubai-Al Ahli Club SKD |
| --------------------------------- | -------------------------------- | ------------------------------ |
| Num                               | Coureur                          | Pos                            |
| 121                               | Francisco Mancebo (ESP)          | 71e                            |
| 122                               | Maher Hasnaoui (TUN)             | AB-4                           |
| 123                               | Xhuliano Kamberaj (ALB)*         | AB-4                           |
| 124                               | Soufiane Haddi (MAR) (Route/Clm) | AB-4                           |
| 125                               | Marlen Zmorka (UKR)*             | AB-4                           |
| 126                               | Andrea Palini (ITA)              | AB-2                           |
| 127                               | Ivan Santaromita (ITA)           | 48e                            |
| 128                               | Edgar Pinto (POR)                | 19e                            |
| Directeur sportif : Alberto Volpi |                                  |                                |

| D'Amico Bottecchia AZT            | D'Amico Bottecchia AZT  | D'Amico Bottecchia AZT |
| --------------------------------- | ----------------------- | ---------------------- |
| Num                               | Coureur                 | Pos                    |
| 131                               | Giorgio Bocchiola (ITA) | AB-4                   |
| 132                               | Paolo Ciavatta (ITA)    | AB-4                   |
| 133                               | Fabio Chinello (ITA)    | AB-4                   |
| 134                               | Daniel Ginés (ESP)*     | AB-4                   |
| 135                               | Luis Mora (VEN)*        | AB-4                   |
| 136                               | Davide Leone (IYA)*     | AB-4                   |
| 137                               | Marco Tizza (ITA)       | 72e                    |
| 138                               | Fabio Tommassini (ITA)  | AB-4                   |
| Directeur sportif : Massimo Codol |                         |                        |

| Équipe nationale du Brésil BRA   | Équipe nationale du Brésil BRA | Équipe nationale du Brésil BRA |
| -------------------------------- | ------------------------------ | ------------------------------ |
| Num                              | Coureur                        | Pos                            |
| 141                              | Magno Nazaret (BRA)            | 52e                            |
| 142                              | Caio Godoy (BRA)*              | 64e                            |
| 143                              | Andre Gohr (BRA)*              | AB-4                           |
| 144                              | Kléber Ramos (BRA)             | AB-4                           |
| 145                              | João Gaspar (BRA)              | 38e                            |
| 146                              | Otávio Bulgarelli (BRA)        | AB-4                           |
| 147                              | Flávio Cardoso (BRA)           | AB-4                           |
| 148                              | Murilo Affonso (BRA)           | 56e                            |
| Directeur sportif : Estela Farah |                                |                                |

| Norda-MG.Kvis NMG                   | Norda-MG.Kvis NMG             | Norda-MG.Kvis NMG |
| ----------------------------------- | ----------------------------- | ----------------- |
| Num                                 | Coureur                       | Pos               |
| 151                                 | Gian Marco Di Francesco (ITA) | AB-4              |
| 152                                 | Nicola Gaffurini (ITA)        | 78e               |
| 153                                 | Michele Gazzara (ITA)         | 15e               |
| 154                                 | Stefano Nardelli (ITA)*       | 43e               |
| 155                                 | Niccolò Salvietti (ITA)*      | 82e               |
| 156                                 | Michele Scartezzini (ITA)     | AB-4              |
| 157                                 | Evgeny Zverkov (RUS)*         | AB-4              |
| 158                                 | Giacomo Giuliani (ITA)*       | AB-4              |
| Directeur sportif : Maurizio Frizzo |                               |                   |

| Tirol TIR                           | Tirol TIR                    | Tirol TIR |
| ----------------------------------- | ---------------------------- | --------- |
| Num                                 | Coureur                      | Pos       |
| 161                                 | Clemens Fankhauser (AUT)     | 24e       |
| 162                                 | Benjamin Brkic (AUT)*        | NP-3      |
| 163                                 | Patrick Bosman (AUT)*        | AB-4      |
| 164                                 | Sebastian Schönberger (AUT)* | 81e       |
| 165                                 | Dennis Paulus (AUT)*         | AB-4      |
| 166                                 | Florian Schipflinger (AUT)*  | AB-2      |
| 167                                 | Martin Weiss (AUT)           | AB-4      |
| 168                                 | Alexander Wachter (AUT)*     | AB-4      |
| Directeur sportif : Hannes Kapeller |                              |           |

| Amore & Vita-Selle SMP AMO           | Amore & Vita-Selle SMP AMO | Amore & Vita-Selle SMP AMO |
| ------------------------------------ | -------------------------- | -------------------------- |
| Num                                  | Coureur                    | Pos                        |
| 171                                  | Pierpaolo Ficara (ITA)     | 51e                        |
| 172                                  | Danilo Celano (ITA)        | 17e                        |
| 173                                  | Marco Zamparella (ITA)     | 74e                        |
| 174                                  | Redi Halilaj (ALB) (Route) | 76e                        |
| 175                                  | Uri Martins (MEX)          | 83e                        |
| 176                                  | Sergii Movchan (UKR)*      | AB-4                       |
| 177                                  | Volodymyr Kogut (UKR)      | AB-4                       |
| 178                                  | Dmytro Ponomarenko (UKR)   | AB-4                       |
| Directeur sportif : Francesco Frassi |                            |                            |